# Hammermühle (Neuhof an der Zenn)
Hammermühle (früher auch Mittelmühle genannt) war ein Wohnplatz des Marktes Neuhof an der Zenn im Landkreis Neustadt an der Aisch-Bad Windsheim (Mittelfranken), Bayern. Mittlerweile ist sie in der Neuhofer Ortsstraße Industriestraße 25, 25a und 27 aufgegangen.

## Geografie
Die ehemalige Einöde liegt am Leitenbach, einem rechten Zufluss der Zenn. 0,5 km nordwestlich erhebt sich der Kolmberg (411 m ü. NHN), 0,5 km südwestlich der Zeilberg (369 m ü. NHN). Die Kreisstraße NEA 10 führt nach Neuhof zur Staatsstraße 2255 (0,7 km nördlich) bzw. an der Straußmühle vorbei nach Hirschneuses (2,4 km östlich).

## Geschichte
Gegen Ende des 18. Jahrhunderts gehörte die Hammermühle zur Realgemeinde Neuhof. Die Mühle hatte das brandenburg-bayreuthische Kastenamt Neuhof als Grundherrn. Unter der preußischen Verwaltung (1792–1806) des Fürstentums Bayreuth erhielt die Hammermühle die Hausnummer 98 des Ortes Neuhof.
Von 1797 bis 1810 unterstand der Ort dem Justizamt Markt Erlbach und Kammeramt Neuhof. Im Rahmen des Gemeindeedikts wurde die Hammermühle dem 1811 gebildeten Steuerdistrikt Neuhof an der Zenn und der 1813 gegründeten Munizipalgemeinde  (ab 1818: Ruralgemeinde) Neuhof an der Zenn zugeordnet.

## Einwohnerentwicklung
| Jahr      | 001818 | 001836 | 001840 | 001861 | 001871 | 001885 | 001900 | 001925 | 001950 | 001961 |
| Einwohner | 6      | 11     | 7      | 6      | 8      | 6      | 3      | 4      | 10     | 3      |
| Häuser    | 1      | 1      | 1      |        |        | 1      | 1      | 1      | 1      | 1      |
| Quelle    | [ 6 ]  | [ 7 ]  | [ 8 ]  | [ 9 ]  | [ 10 ] | [ 11 ] | [ 12 ] | [ 13 ] | [ 14 ] | [ 1 ]  |

## Religion
Der Ort ist evangelisch-lutherisch geprägt und nach St. Thomas (Neuhof an der Zenn) gepfarrt. Die Katholiken gehören zur Kirchengemeinde Maria Namen (Markt Erlbach), die ursprünglich eine Filiale von St. Michael (Wilhermsdorf) war und seit 2019 eine Filiale von St. Johannis Enthauptung (Neustadt an der Aisch) ist.

## Weblink
- Hammermühle in der Ortsdatenbank von bavarikon, abgerufen am 19. August 2021.